# Vilhena
Vilhena este un oraș în Rondônia (RO), Brazilia.